# Solanum radicans
Solanum radicans là loài thực vật có hoa trong họ Cà. Loài này được L. f. miêu tả khoa học đầu tiên năm 1762.